# Kobilica
Kobilica este o arie protejată (sit de importanță comunitară — SCI) din Croația întinsă pe o suprafață de 2,4 ha, integral pe uscat.

## Localizare
Centrul sitului Kobilica este situat la coordonatele 44°07′44″N 16°05′24″E / 44.129°N 16.09°E.

## Înființare
Situl Kobilica a fost declarat sit de importanță comunitară în iulie 2013 pentru a proteja 1 specie de animale.

## Biodiversitate
Situată în ecoregiunea mediteraneană, aria protejată nu include niciun habitat protejat.
La baza desemnării sitului se află o specie protejată de  nevertebrate: Austropotamobius torrentium.